# Приволля-2
Приволля-2 (біл. Прыволле-2) — селище в Оздзелинській сільраді Гомельського району Гомельської області Білорусі.

## Географія

### Розташування
В 9 км від залізничної станції Лазурна (на лінії Жлобин — Гомель), 17 км на північний захід від Гомеля.

## Гідрографія
Ріка Беличанка (притока річки Уза). На сході меліоративний канал.

## Транспортна мережа
Планування складається з прямолінійної широтної вулиці, забудованій дерев'яними будинками садибного типу.

## Історія
Засноване на початку XX століття переселенцями з сусідніх сіл. У 1926 році селище в Уваровицькому районі Гомельського округу. У 1932 році жителі вступили до колгоспу. Під час німецько-радянської війни 7 жителів загинули на фронті. У 1959 році — в складі колгоспу імені С. М. Кірова (центр — село Оздзелино).

## Населення

### Чисельність
- 2004 — 4 господарства, 4 жителі.